# Jan Willem Duyvendak
Willem Gerbert Jan (Jan Willem) Duyvendak (Markelo, 12 mei 1959) is een Nederlands socioloog, filosoof en hoogleraar.
Duyvendak is hoogleraar sociologie aan de Universiteit van Amsterdam sinds 2003, vanaf 2014 is hij faculteitshoogleraar van de Faculteit der Maatschappij- en Gedragswetenschappen (FMG) aan de UvA. Hij studeerde sociologie (1982) en filosofie (1987) aan de Rijksuniversiteit Groningen en in Parijs. Hij promoveerde op 23 oktober 1992 aan de Universiteit van Amsterdam bij Kees Schuyt en Hanspeter Kriesi op een onderzoek naar nieuwe sociale bewegingen getiteld The power of politics: France: new social movements in an old polity. Van 1996 tot medio 2002 was hij bijzonder hoogleraar Samenlevingsopbouw aan de Erasmus Universiteit te Rotterdam. Van 1999 tot 2003 was hij directeur van het Verwey-Jonker Instituut, dat onafhankelijk onderzoek doet naar maatschappelijke vraagstukken. Duyvendak trad op 1 januari 2018 aan als directeur van het Netherlands Institute for Advanced Study in the Humanities and Social Sciences (NIAS-KNAW).

## Persoonlijk
GroenLinks-politicus Wijnand Duyvendak is de oudere broer van Jan Willem Duyvendak.

## Publicaties
- The power of politics : France: new social movements in an old polity: France 1965-1989, Proefschrift Universiteit van Amsterdam 1992
- Thuis. Het drama van een sentimentele samenleving, oktober 2017